# Mounis Khorezmi
Mounis Khorezmi (c'est-à-dire Mounis du Khorezm), ou Mounis Cher-Mouhammad Abazbi-Ogli (1778-1829), est un poète ouzbek qui était chroniqueur de la cour des khans de Khiva. Il est l'oncle du chroniqueur Agakhi (1809-1874).

## Biographie
Mounis naît au village de Kiyat, près de la ville de Khiva. Il est issu de l'aristocratie de la tribu ouzbèke des Youz et reçoit une bonne éducation, notamment en calligraphie et en musique. Son père l'émir Abazbi est mirab, c'est-à-dire chroniqueur et secrétaire de la cour des khans et Mounis hérite de sa charge, ainsi que de celle d'échanson.
Il est l'auteur du Jardin du paradis du bonheur, chronique historique du khanat de Khiva. Il est engagé à la cour à partir de 1800 auprès de l'inak Avaz de la tribu des Koungrates qui avait pris le pouvoir. Il poursuit ses services auprès du khan Eltouzar, puis de son successeur Mohammed Rahim Khan.

## Œuvre
En 1804, il rédige un diwan de ses ghazals (9 500 distiques ou beïts) qui plus tard est complété et reçoit le nom de « Mounis oul-Ouchchok ».
Le khan Eltouzar, qui règne de 1804 à 1806 lui commande une chronique historique, intitulée «Firdaous oul-iqbal ». Elle est rédigée en cinq chapitres et relate l'histoire de Khiva avec des rappels d'histoire générale. Elle comprend la chronique du règne d'Eltouzar et de son successeur (1806-1825).
Mounis suit la tradition de l'historiographie médiévale musulmane en entamant son ouvrage avec l'histoire d'Adam, immédiatement suivie de celle de Mahomet et de ses successeurs proches, ou califes. Le deuxième chapitre est consacré à l'histoire des turco-mongols en commençant avec le mythique Yafet et son fils Turk, jusqu'à l'histoire de Gengis Khan et de ses successeurs immédiats. Cette partie n'est pas importante. Dans l'énoncé de l'histoire du début du khanat de Khiva des XVIe et XVIIe siècles, Mounis suit Aboulgazi en transformant parfois ou en complétant les données. Les événements du XVIIIe siècle, en particulier de la seconde moitié du siècle, sont exposés en détail, en partie année par année, ce qui laisse supposer que leur récit repose sur les souvenirs de son père ou des contemporains des faits qui ont pris part à ces événements.
Lorsque la chronique atteint l'année 1812,le khan commande à Mounis la traduction du persan en vieil ouzbek - ou tchaghataï - des œuvres du fameux Mirkhond, ce qui fait que la chronique de Mounis cesse d'être rédigée.
Après avoir terminé le premier volume de la traduction de Mirkhond, Mounis s'éteint ayant à peine commencé le second volume. Il est également l'auteur d'un traité de grammaire. Son neveu, Agakhi, lui succède à la cour.
La chronique historique de Mounis est riche de détails et de faits matériels qui permettent de comprendre la vie de cette époque.